# Curtis Jerrells
Curtis Louis Jerrells (Austin, 5 febbraio 1987) è un ex cestista statunitense.

## Caratteristiche tecniche
Ottimo atleta, combina potenza, velocità, rapidità laterale e abilità nel saltare. A suo agio in entrambi gli spot di guardia. È solito utilizzare la mano mancina come mano forte per le conclusioni.

## Carriera
Ha giocato nella Baylor University, diventando il primo giocatore nella storia dell'università a guidare la squadra di pallacanestro in punti e assist per quattro anni consecutivi e il secondo giocatore a segnare almeno 1.000 punti, 400 assist e 100 palle rubate.
Nel settembre 2009 firma con i San Antonio Spurs, che lo cedono alla loro squadra associata in D-League, gli Austin Toros. Il 24 marzo 2010 Jerrells firma nuovamente con gli Spurs, ma viene nuovamente assegnato ai Toros. Viene ancora ingaggiato dagli Spurs per la Summer League del 2010.
Il 18 ottobre 2010 viene ceduto ai New Orleans Hornets per una seconda scelta al draft, ma viene svincolato solo una settimana dopo, al termine del training camp.
Il 27 novembre 2010 firma un contratto fino al termine della stagione con il Partizan Belgrado.
Nel giugno 2011 firma un contratto biennale con il Fenerbahçe.
Nel marzo 2012 viene ingaggiato dal Murcia. Dopo solo una settimana con la nuova squadra (due partite giocate) si rompe il piede ed è costretto a saltare il resto della stagione.
Il 29 agosto 2012 torna ufficialmente a far parte di una squadra turca, con il trasferimento al Beşiktaş.
Nel marzo 2013 viene ingaggiato dai Sioux Falls Skyforce, venendo immediatamente ceduto ai Maine Red Claws per il centro Chris Ayer.
Nell'agosto 2013 viene presentato dall'Olimpia Milano, con cui vince il campionato di 2013-2014. Dopo un avvio di stagione complicato per questioni di ruolo e ambientamento, risulta spesso decisivo nelle Top 16 dell'ottima Eurolega disputata dall'Olimpia. Di rilievo è la prestazione durante la finale con la Mens Sana Siena in gara 1 dove stabilsce il suo record personale nel campionato italiano segnando 26 punti. È poi decisivo il suo contributo in gara 6, disputata a Siena con Milano sotto nella serie per 3-2: in situazione di parità nel punteggio, Jerrells segna all'ultimo secondo utile il canestro della vittoria per mandare a gara 7 la serie di finale. Si conferma importante anche negli ultimi minuti di gara 7, quando la sua tripla porta il risultato in parità (62-62) a 4'05" dalla sirena e apre la strada all'arrembante finale dell'Olimpia che si conclude vittorioso per 74-67. Successivamente si tatua sulla schiena la commemorazione del gesto di gara 6 con la scritta The Shot e il logo dell'Olimpia Milano.
Il 6 luglio 2014 firma un contratto biennale a 1,8 milioni di dollari con l'UNICS Kazan', dove ritrova Keith Langford.
Il 25 gennaio 2016 viene ingaggiato dal Galatasaray. Il successivo 2 maggio rescinde il suo contratto.
Il 10 luglio 2016 viene ingaggiato con un contratto biennale dall'Hapoel Gerusalemme che viene rescisso consensualmente nell'ottobre 2017.
Il 6 novembre 2017, a distanza di tre anni, fa il suo ritorno all'Olimpia Milano firmando un contratto che lo lega alla società fino a giugno 2019. Al termine della stagione 2017-2018, Milano vince nuovamente lo scudetto. In questo caso l'apporto di Jerrells (utilizzato prevalentemente da sesto uomo) è di 9,4 punti in regular season e 10,7 nei play-off.
Il 1º agosto 2019 firma da free agent per la Dinamo Sassari. Con la formazione sarda viaggia a 8,7 punti in venti gare di regular season e a 12,2 in cinque gare dei play-off.
Dopo una breve parentesi con i polacchi del Włocławek iniziata nel gennaio 2021, ad aprile 2021 firma con la Reyer Venezia, con cui gioca cinque partite dei play-off. Durante il successivo mese di agosto passa poi agli egiziani dello Zamalek.

## Statistiche

### College
| Anno      | Squadra      | PG  | PT  | MP   | TC%  | 3P%  | TL%  | RP  | AP  | PRP | SP  | PP   |
| --------- | ------------ | --- | --- | ---- | ---- | ---- | ---- | --- | --- | --- | --- | ---- |
| 2005-2006 | Baylor Bears | 17  | 17  | 33,4 | 43,9 | 36,7 | 72,5 | 3,1 | 3,3 | 1,4 | 0,1 | 13,5 |
| 2006-2007 | Baylor Bears | 31  | 31  | 32,9 | 44,1 | 36,5 | 67,6 | 4,7 | 3,8 | 1,1 | 0,4 | 15,0 |
| 2007-2008 | Baylor Bears | 32  | 32  | 31,2 | 42,6 | 33,3 | 75,0 | 3,5 | 3,8 | 1,3 | 0,2 | 15,3 |
| 2008-2009 | Baylor Bears | 39  | 39  | 34,6 | 42,7 | 36,7 | 77,1 | 4,5 | 4,9 | 1,5 | 0,3 | 16,3 |
| Carriera  | Carriera     | 119 | 119 | 33,1 | 43,2 | 35,7 | 73,7 | 4,1 | 4,1 | 1,3 | 0,3 | 15,3 |

### Eurolega
| Anno      | Squadra        | PG  | PT | MP   | TC%  | 3P%  | TL%  | RP  | AP  | PRP | SP  | PP   |
| --------- | -------------- | --- | -- | ---- | ---- | ---- | ---- | --- | --- | --- | --- | ---- |
| 2010-2011 | Partizan       | 10  | 3  | 26,3 | 32,0 | 13,2 | 83,3 | 3,2 | 3,8 | 1,3 | 0,1 | 9,7  |
| 2011-2012 | Fenerbahçe     | 14  | 3  | 21,0 | 41,8 | 28,6 | 84,8 | 1,9 | 1,7 | 0,7 | 0,3 | 8,6  |
| 2012-2013 | Beşiktaş       | 17  | 17 | 30,9 | 44,7 | 38,5 | 83,3 | 2,6 | 2,9 | 1,1 | 0,1 | 14,2 |
| 2013-2014 | Olimpia Milano | 28  | 12 | 24,1 | 44,0 | 42,1 | 66,7 | 2,2 | 2,5 | 0,7 | 0,0 | 11,2 |
| 2014-2015 | UNICS Kazan'   | 10  | 3  | 25,0 | 44,1 | 34,0 | 72,7 | 2,6 | 2,9 | 0,5 | 0,2 | 10,6 |
| 2017-2018 | Olimpia Milano | 24  | 2  | 20,6 | 44,5 | 36,8 | 80,0 | 1,8 | 2,7 | 0,5 | 0,0 | 9,5  |
| 2018-2019 | Olimpia Milano | 30  | 0  | 15,1 | 38,7 | 34,3 | 75,0 | 1,0 | 1,5 | 0,4 | 0,0 | 6,2  |
| Carriera  | Carriera       | 133 | 40 | 22,2 | 42,1 | 35,3 | 77,7 | 2,0 | 2,4 | 0,7 | 0,1 | 9,7  |

### Eurocup
| Anno       | Squadra        | PG | PT | MP   | TC%  | 3P%  | TL%  | RP  | AP  | PRP | SP  | PP    |
| ---------- | -------------- | -- | -- | ---- | ---- | ---- | ---- | --- | --- | --- | --- | ----- |
| 2014-2015  | UNICS Kazan'   | 12 | 2  | 27,8 | 41,6 | 28,8 | 87,5 | 2,3 | 2,3 | 0,9 | 0,1 | 10,0  |
| 2015-2016† | Galatasaray    | 11 | 0  | 12,7 | 39,0 | 34,6 | 75,0 | 1,7 | 0,7 | 0,3 | 0,1 | 4,0   |
| 2016-2017  | H. Gerusalemme | 19 | 19 | 34,4 | 48,1 | 44,0 | 78,3 | 3,0 | 3,7 | 1,3 | 0,1 | 16,8* |
| 2017-2018  | H. Gerusalemme | 2  | 2  | 32,6 | 46,2 | 46,7 | 100  | 4,0 | 4,0 | 2,0 | 0,0 | 16,5  |
| Carriera   | Carriera       | 44 | 23 | 27,1 | 45,4 | 39,2 | 81,1 | 2,5 | 2,6 | 1,0 | 0,1 | 11,8  |

## Palmarès

### Squadra
- Campionato italiano: 2

Milano: 2013-2014, 2017-2018
- Supercoppa italiana: 2

Olimpia Milano: 2018
Dinamo Sassari: 2019
- Campionato israeliano: 1

Hapoel Gerusalemme: 2016-2017
- Coppa di Lega israeliana: 1

Hapoel Gerusalemme: 2016
- Campionato serbo: 1

Partizan Belgrado: 2010-2011
- Lega Adriatica: 1

Partizan Belgrado: 2010-2011
- Coppa di Serbia: 1

Partizan Belgrado: 2011
- Coppa del Presidente: 1

Beşiktaş: 2012
- Eurocup: 1

Galatasaray: 2015-2016

### Individuali
- Košarkaška liga Srbije MVP playoffs: 1

Partizan Belgrado: 2010-2011
- MVP Coppa di Lega israeliana: 1

Hapoel Gerusalemme: 2016
- All-Eurocup First Team: 1

Hapoel Gerusalemme: 2016-17
- All-NBDL Third Team: 1

Austin Toros: 2009-10
- MVP Supercoppa italiana: 1

Dinamo Sassari: 2019